# José Rivera (guionista)
José Rivera (24 de marzo de 1955) es un dramaturgo y el primer guionista puertorriqueño  en ser nominado a los premios Óscar.

## Trayectoria
Rivera nació en Santurce, Puerto Rico en 1955. Se crio en Arecibo hasta el 1959, cuando su familia se trasladó a Nueva York, finalmente estableciéndose en Long Island. Este ambiente influiría más tarde en él. Su padre trabajaba como taxista, y Rivera recuerda: «...durante mucho tiempo quise ser mejor que él... Así que durante años quise ser conductor de autobús». Sus padres eran muy religiosos y creció en una casa cuyo libro único era la Biblia. A su familia le gustaba contar historias, y Rivera aprendió mucho de ellas. De niño, disfrutaba ver The Twilight Zone y The Outer Limits. Recibió su educación primaria y secundaria en el sistema escolar público del estado de New York. En 1968, cuándo Rivera tenía 12 años, vio una compañía teatral representar la obra "Rumpelstiltskin" en su escuela. La reacción colectiva del público hacia la obra, convenció al joven Rivera de que algún día a él también aspiraría a escribir obras de teatro.

## Carrera
Muchas de las obras de Rivera se han producido a nivel nacional y traducido a varios idiomas, incluyendo: The House of Ramón Iglesia, Cloud Tectonics, The Street of the Sun, Sonnets for an Old Century, Sueño, Giants Have Us in their Books, References to Salvador Dalí Make Me Hot y Adoration of the Old Woman.  En 2003, Cloud Tectonics fue presentada en el XLII Festival de Teatro Puertorriqueño, un evento patrocinado por el Instituto de Cultura Puertorriqueña, en San Juan. Rivera también ayudó a fundar la compañía de teatro basada en Los Ángeles, The Wilton Project.
Su obra, Brainpeople, se estrenó en San Francisco el 30 de enero de 2008 y fue coproducida por el American Conservatory Theater. Además, Rivera dirigirá y escribirá el guion de la película Celestina, una adaptación de su obra Cloud Tectonics, que será producida por Walter Salles. Entre sus proyectos recientes se encuentra la adaptación cinematográfica de On the Road, basada en la novela de Jack Kerouac

### Televisión
Rivera colaboró como guionista en los siguientes programas de televisión: La Casa de Ramon Iglesia (1986), Asuntos Familiares (1989), El Libro de Jungla: La Historia de Mowgli (1998), Visiones de Noche (2001), y en el segmento de "Armonía" de Reino de Sombra (2002). También fue cocreador y coproductor de la serie de NBC, Eerie, Indiana con Karl Schaefer.

### Apariciones en televisión
Rivera  participó en la serie de entrevistas de The Dialogue. Durante una entrevista de 90 minutos con el  productor Mike DeLuca, Rivera describió su transición de dramaturgo a guionista nominado para el Óscar.

### Los Diarios de Motocicleta
En 2002, Rivera obtuvo un contrato para escribir el guion de la película Diarios de Motocicleta, del director Walter Salles. La película, que estrenó en 2004, está basada en el diario del Che Guevara  sobre un viaje en moto que él y Alberto Granado hicieron y cómo cambió sus vidas. En enero de 2005, Rivera se convirtió en el primer puertorriqueño nominado por la Academia de Artes de Cuadro del Movimiento y Ciencias para  la categoría de Best Adapted Screenplay. Su guion fue premiado por el Círculo de Escritores de Cine (España) y por la Asociación de Cronistas Cinematográficos de la Argentina; también fue nominado por la Asociación de Guionistas de Estados Unidos, la Sociedad de Críticos de Cine en línea, y el Gremio de Escritores de América.
Su trabajo con el tema del Che Guevara lo llevó más tarde a escribir y representar una obra de teatro titulada Escuela de las Américas, que gira en torno a las últimas horas de vida del Che. La obra, protagonizada por John Ortiz como el Che, imagina las últimas conversaciones del Che, principalmente con una maestra joven y bastante ingenua, en el aula de una escuela del pueblo donde está encarcelado antes de su ejecución. La obra se presentó en Ciudad de Nueva York durante el 2006 y 2007, y posteriormente en San Francisco en el 2008.

## Influencias
En la secundaria y luego en la Universidad de Denison, se apasionó por las obras de Shakespeare, Ibsen y Molière. Su educación se basó en las culturas anglo-europeas, por lo que apenas tuvo exposición a los escritores y la literatura Latinoamericana. Sin embargo, se vio profundamente influenciado por la novela Cien Años de Soledad, publicada en 1982 por el ganador del premio Nobel Gabriel García Márquez, quien más tarde se convirtió en su mentor mientras estuvo en el Sundance Institute.
Rivera incorpora muchas de sus experiencias personales en sus obras. En In the Promise y Each Day Dies With Sleep, reflexiona sobre sus experiencias como puertorriqueño en una pequeña ciudad estadounidense, destacando temas como la familia, la sexualidad, la espiritualidad y el ocultismo.  En su obra, Marisol, Rivera toma como inspiración las circunstancias de su tío, un hombre deshauciado.

## Premios y distinciones
Premios Óscar
| Año  | Categoría            | Película               | Resultado |
| ---- | -------------------- | ---------------------- | --------- |
| 2005 | Mejor guion adaptado | Diarios de motocicleta | Nominado  |

Medallas del Círculo de Escritores Cinematográficos
| Año  | Categoría            | Película               | Resultado |
| ---- | -------------------- | ---------------------- | --------- |
| 2004 | Mejor guion adaptado | Diarios de motocicleta | Ganador   |

Como dramaturgo, Rivera ha recibido dos Premios OBIE de creación teatral (por "Marisol" y "References to Salvador Dali Make Me Hot", ambas producidas por el Public Theatre de Nueva York) y también ha recibido una beca Fulbright de Arte dramático, un premio de la Fundación Whiting, una beca McKnight, una beca de la Fundación Rockefeller y una beca del Centro Kennedy, así como los premios Norman Lear, Impact, y Berilla Kerr. [3]

## Obras
- La Casa de Ramon Iglesia (1983)
- La Promesa (1988)
- Cada Día Muere Con Sueño (1990)
- Marisol (1992)
- Cinta (1993)
- Flores (1994)
- Los gigantes Nos Tienen En Sus Libros (1997)
- Tectónica de nube (1995)
- Maricela De La Luz Enciende El Mundo
- Godstuff
- Adoración de la Mujer Vieja
- La Calle del Sol (1996)
- Sueno (1998)
- Amantes de Cabello Rojo Largo (2000)
- Las referencias A Salvador Dalí Me Hacemos Calientes (2000)
- Sonetos para un Siglo Viejo (2000)
- Escuela de la América (2006)
- Masacre (Canta A Vuestros Niños) (2007)
- Brainpeople (2008)
- Boleros Para el Disinchanted (2008) mundo premiere Yale Repertory Teatro
- Proceso Emocional humano (2008) encargó por McCarter Teatro
- Pablo y Andrew en el Altar de Palabras (2010)
- Dorado (2010)
- El Beso de la Mujer de Araña (traducción) (2010)
- Las Horas son Femeninas (2011)
- Lecciones para un Unaccustomed Novia (2011)
- El Libro de Peces (2011)
- Escrito en mi Cara (2012)
- Otra Palabra para Belleza (2013)
- El Último Libro de Homero (2013)
- El Jardín de Lágrimas y Besos (2014)
- Sermón para los Sentidos (2014)
- Charlotte (2014)